# 梅卡德雷斯 (考卡省)
梅卡德雷斯是哥倫比亞的城鎮，位於該國西南部，由考卡省負責管轄，始建於1535年，面積827平方公里，海拔高度923米，主要農產品有玉米，2005年人口17,670。
1°48′N 77°10′W / 1.800°N 77.167°W